# Gezemann d'Eichstätt
Gezemann (aussi Gezmann, Gezemannus, Gozemann) (mort le 17 octobre 1042 à Eichstätt) est évêque d'Eichstätt deux mois avant sa mort.

## Biographie
Gezemann est le frère du précédent évêque d'Eichstätt, Héribert, mort le 24 juillet 1042. Ils viennent probablement de la famille très aristocratique des Conradiens et ont pour oncles l'évêque Henri de Wurtzbourg et l'archevêque Héribert de Cologne. La relation avec l'abbé Williram d'Ebersberg (de) est également connue. Contrairement à ce qu'affirment des sources anciennes, ils ne font pas partie de la maison de Rothenburg (de).
En compagnie de son frère, il va à l’école de la cathédrale de Wurtzbourg, où il est également chanoine. À partir de 1024, il écrit sous les empereurs Conrad II et Henri III de nombreux documents, probablement en qualité de notaire impérial ; en 1038, on retrouve sa signature en tant que "missus" impériale (ambassadeur) en Italie. Henri III le nomme évêque d'Eichstätt en août 1042 à Bamberg après l'intercession de l'évêque Brunon de Wurtzbourg. Gezemann et Brunon consacrent ensemble le 14 octobre 1042 l'église de l'abbaye Sainte-Walburge (de). Trois jours plus tard, Gezemann meurt et est enterré par l'évêque Brunon à côté de son frère dans la cathédrale.